# NGC 6587
NGC 6587 (другие обозначения — UGC 11166, MCG 3-46-20, ZWG 113.31, NPM1G +18.0533, PGC 61607) — галактика в созвездии Геркулес.
Этот объект входит в число перечисленных в оригинальной редакции «Нового общего каталога».